# Sobrelec Totus
Sobrelec Totus (Totus) је био професионални рачунар фирме Sobrelec који је почео да се производи у Француској од 1982. године.
Користио је Z80 као микропроцесор. RAM меморија рачунара је имала капацитет од 64 KB. 
Као оперативни систем кориштен је CP/M.

## Детаљни подаци
Детаљнији подаци о рачунару Totus су дати у табели испод.
|                       |                                                   |
| [ 1 ]                 |                                                   |
| Произвођач            |                                                   |
| Тип                   | професионални рачунар                             |
| Меморија              | 64 KB                                             |
| Поријекло             | Француска                                         |
| Година                | 1982                                              |
| Тастатура             | Пуни помак, AZERTY тастатура, нумеричка тастатура |
| Процесор              |                                                   |
| Фреквенција процесора | непознато                                         |
| RAM                   | 64 KB                                             |
| ROM                   | непознато                                         |
| Текст                 | 80 x 25                                           |
| Графика               | непознато                                         |
| Боја                  | 9-инчни црно-зелени уграђени монитор              |
| Звук                  | непознато                                         |
| Димензије             | непознато                                         |
| Портови               |                                                   |
| Оперативни систем     |                                                   |